# ريم النجم
ريم النجم (16 أبريل 1985 -)، مذيعة سعودية. تعمل كمعلمة لمادة التربية الفنية. ومنذ أيام طفولتها كانت تشارك في الإذاعة المدرسية، في عام 2017 انضمت للعمل كمذيعة في قناة الراي لتقديم البرنامج اليومي «رايكم شباب»، كما قدمت الفقرة اليومية «فوانيس رمضان» في شهر رمضان لعام 2018.

## أعمالها

### تقديم البرامج
| سنة الإنتاج | البرنامج     | شاركها التقديم | عرض على      |
| ----------- | ------------ | -------------- | ------------ |
| 2017        | رايكم شباب   | أحمد زيد       | قناة الراي   |
| 2018        | فوانيس رمضان |                | قناة الراي   |
| 2019        | عشر إلا عشر  | راشد الهلفي    | قناة الراي   |
| 2020        | سراي         | صالح الراشد    | قناة العدالة |